# Marathon van Fukuoka 1989
De marathon van Fukuoka 1989 werd gelopen op zondag 3 december 1989. Het was de 43e editie van deze marathon. Aan deze wedstrijd mochten alleen mannelijke elitelopers deelnemen.
De Portugees Manuel Matias passeerde als eerste de finish in 2:12.54.

## Uitslagen
| rang   | naam                 | land | tijd    |
| ------ | -------------------- | ---- | ------- |
| Goud   | Manuel Matias        | POR  | 2:12.54 |
| Zilver | Ravil Kashapov       | URS  | 2:12.54 |
| Brons  | Toru Kozasu          | JPN  | 2:13.12 |
| 4      | Tomoyuki Taniguchi   | JPN  | 2:13.42 |
| 5      | Takahiro Izumi       | JPN  | 2:13.55 |
| 6      | Konrad Dobler        | GER  | 2:14.07 |
| 7      | Abebe Mekonnen       | ETH  | 2:14.29 |
| 8      | Rainer Wachenbrunner | GER  | 2:14.30 |
| 9      | Yutaka Kanai         | JPN  | 2:14.52 |
| 10     | Yoshifusa Shinohara  | JPN  | 2:15.04 |

1947 ·
1948 ·
1949 ·
1950 ·
1951 ·
1952 ·
1953 ·
1954 ·
1955 ·
1956 ·
1957 ·
1958 ·
1959 ·
1960 ·
1961 ·
1962 ·
1963 ·
1964 ·
1965 ·
1966 ·
1967 ·
1968 ·
1969 ·
1970 ·
1971 ·
1972 ·
1973 ·
1974 ·
1975 ·
1976 ·
1977 ·
1978 ·
1979 ·
1980 ·
1981 ·
1982 ·
1983 ·
1984 ·
1985 ·
1986 ·
1987 ·
1988 ·
1989 ·
1990 ·
1991 ·
1992 ·
1993 ·
1994 ·
1995 ·
1996 ·
1997 ·
1998 ·
1999 ·
2000 ·
2001 ·
2002 ·
2003 ·
2004 ·
2005 ·
2006 ·
2007 ·
2008 ·
2009 ·
2010 ·
2011 ·
2012 ·
2013 ·
2014 ·
2015 ·
2016 ·
2017